# Cneo Hosidio Geta
Cneo Hosidio Geta fue un senador y general del Imperio romano que vivió en el siglo I.

## Carrera
Geta fue elegido pretor en el año 42. Ese mismo año mandó una legión, la Legio IX Hispana en la provincia romana de África, a las órdenes de Cayo Suetonio Paulino en su campaña en Mauritania.
En el curso de uno de los enfrentamientos con los mauritanos, Geta derrotó a Sabalo, un caudillo nómada, en dos ocasiones y se proveyó de la máxima cantidad de agua que pudo incautar. Las fuerzas de Sabalo, al estar más acostumbrados a las condiciones del desierto, mantuvieron sus posiciones mientras que la moral romana descendía al mismo ritmo que sus reservas de agua. La estrategia resultó todo un éxito y los nómadas, viendo que los dioses parecían apoyar a sus enemigos, se entregaron a ellos.
Geta y su legión participaron en la conquista romana de Britania dirigida por Aulo Plaucio al año siguiente. Geta fue capturado en la Batalla del río Medway durante la primera parte de la campaña, pero consiguió escapar e inclinó a su favor el devenir de la batalla. Gracias a su decisiva participación en esta acción a su vuelta a Roma Geta fue recompensado con un triunfo, algo muy inusual si no se era cónsul. Una inscripción encontrada en Roma revela que fue nombrado consul suffectus en 47.

## Matrimonio y descendencia
Geta se casó, aunque se desconoce el nombre de su mujer. Tuvo una hija llamada Hosidia Geta que se casó con Marco Vitorio Marcelo, hombre de rango consular y amigo del poeta Estacio. Hosidia y Marcelo tuvieron un hijo llamado Cayo Vitorio Hosidio Geta. 